# Astragalus cliffordii
Astragalus cliffordii es una especie de planta del género Astragalus, de la familia de las leguminosas, orden Fabales.
Fue descrita científicamente por S. L. Welsh & N. D. Atwood.